# Drepanosticta zhoui
Drepanosticta zhoui är en trollsländeart som beskrevs av Wilson och Reels 2001. Drepanosticta zhoui ingår i släktet Drepanosticta och familjen Platystictidae. Inga underarter finns listade i Catalogue of Life.